# Il meglio di Mia Martini
Il meglio di Mia Martini è una raccolta di brani musicali di Mia Martini, pubblicata nel 1984 dall'etichetta DDD.

## La raccolta
La raccolta comprende nove brani registrati in diversi periodi, incisi rispettivamente sotto le etichette RCA, Ricordi e DDD, ed estratti dagli album Oltre la collina, Nel mondo, una cosa, Il giorno dopo, Mimì e Quante volte... ho contato le stelle.

## Tracce
1. Padre davvero – 3:57
2. Gesù è mio fratello – 3:58
3. Piccolo uomo – 4:20
4. Amanti – 4:14
5. Minuetto – 4:44
6. Valsinha – 2:48
7. Ti regalo un sorriso – 5:14
8. E non finisce mica il cielo – 4:04
9. Quante volte – 4:14